# Wolfsschlucht II

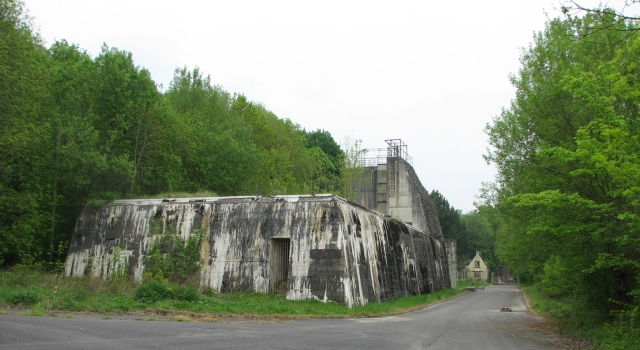
Uno dei bunker della Wolfsschlucht II

La Wolfsschlucht II (la «Forra del Lupo» o anche la «Gola del Lupo» o ancora il «Precipizio del Lupo») o W2 era un insieme di bunker tedeschi della seconda guerra mondiale, situato tra Margival e Laffaux nel dipartimento dell'Aisne, a una decina di chilometri a nord-est di Soissons. È uno dei venti quartier generali del Führer (Führerhauptquartiere o FHQ), che Adolf Hitler fece costruire attraverso il Terzo Reich e l'Europa occupata.

Disposizione dei diversi Führerhauptquartiere in Europa.

Dopo la guerra, il sito, che non era stato distrutto, fu utilizzato dall’Esercito francese e dalla NATO quale centro di comando. In seguito è stato utilizzato comando dell'addestramento delle truppe francesi.
Abbandonato negli anni 1990, nel 2014 è stato classificato tra i Monumenti storici di Francia. Può essere per altro utilizzato per visite locali, organizzate da associazioni locali che partecipano anche al suo restauro.

## Storia

### Costruzione e utilizzazione durante la seconda guerra mondiale
Fu pianificato nel 1940 e doveva essere utilizzato per ospitare il quartier generale tedesco destinato a coordinare l'invasione della Gran Bretagna ma la sua costruzione effettiva, condotta dall'Organizzazione Todt, non cominciò veramente che nel 1942. I suoi edifici principali si situano in una faglia profonda ove passa la ferrovia Soissons-Laon, in prossimità immediata d'un tunnel di seicento metri (al fine di poter eventualmente ospitare il Quartiere generale del Führer (Führerhauptquartiere) e ricevere il suo treno speciale (Führersonderzug). Inizialmente era composto di una trentina di ampi bunker ma anche di confortevoli chalet in legno; era circondato pressappoco da una prima cintura di protezione composta di bunker, casematte e campane in acciaio che ospitavano cannoni antiaereo e anticarro, mitragliatrici e da una seconda cintura, più lontana, volta a una difesa più allargata e situata a più chilometri di distanza; entrambe le cinture erano atte a prevenire sia attacchi via terra che aerei..  Furono anche utilizzate le numerose cave di gesso della regione, soprattutto per immagazzinarvi delle munizioni.
La scelta del sito, non lontano dal luogo ove Hitler aveva combattuto durante la prima guerra mondiale, pare che sia stata determinata per la presenza di un tunnel che permetteva di accogliere il suo treno speciale blindato Amerika; il tunnel fu dotato di porte blindate nell'aprile 1944. Ma anche in ragione della sua equidistanza tra le Havre e Dunkerque, il grosso della sua costruzione non iniziò veramente che nel settembre 1942, dopo il raid canadese su Dieppe. Il cantiere mobilitò più di 12 000 persone, principalmente lavoratori coatti, per un periodo di diciotto mesi.
Il nome del sito riprendeva il «tema del lupo» caro a Hitler. Alcuni dei suoi quartieri generali erano stati così denominati: la Wolfsschanze (« la Tana del Lupo», a Rastenburg nella Prussia Orientale) o il Werwolf («il Lupo Mannaro», nell'Ovest dell'Ukraina). Esisteva parimenti un Wolfsschlucht I situato in Belgio al Brûly-de-Pesche presso Couvin, a meno di 100 km a nordest di Margival dove Hitler supervisionò una parte della Campagna di Francia nel giugno 1940 e un Wolfsschlucht III rimasto inutilizzato e costruito intorno al tunnel ferroviario di Saint-Rimay, in Loir-et-Cher, in prossimità della stazione di Montoire-sur-le-Loir, città ove si tenne l'incontro tra Pétain e Hitler nell'ottobre 1940, detto appunto «incontro di Montoire».
Da marzo 1942, il territorio divenne zona militare tedesca e gli abitanti di Margival e di Neuville-sur-Margival furono evacuati; la popolazione dei villaggi circostanti a est, il mese successivo.
Una decina di giorni dopo lo sbarco alleato, il 17 giugno 1944, Hitler, accompagnato da Jodl e dal suo Stato Maggiore, si reca per la prima volta a Wolfsschlucht II con lo scopo di fare il punto con i marescialli von Rundstedt e Rommel sull'evoluzione del fronte di Normandia. 
Rommel li persuade a recarsi il giorno successivo al suo quartier generale del château de La Roche-Guyon, a circa 150 km a ovest di Margival, contando di far loro meglio apprezzare la situazione sul fronte. Ma il 17 giugno 1944, alle 4 :30 del mattino, una bomba volante V1 avendo deviato dalla sua traiettoria, esplose vicino a Wolfsschlucht II sui terreni della fattoria di Saint-Guislain, nei pressi del villaggio di Allemant a tre chilometri a est del Führerbunker. Nel pomeriggio, squadriglie di bombardieri alleati sorvolarono la regione e bombardarono la stazione di Laon, a circa venti chilometri a nord-est. Questi avvenimenti convinsero Hitler a lasciare la W2 alle 20. Il 17 giugno 1944 Hitler convocò il generale Heinneman e il colonnello Walter del 65 CA della Luftwaffe alla W2 per felicitarsi con loro dell'offensiva con le V1 su Londra. Le decisioni prese nella conferenza di Margival non portarono alcun miglioramento alla situazione della Wehrmacht nella battaglia di Normandia.
Succedendo brevemente al Feldmaresciallo Günther von Kluge, il maresciallo Model occupò la Wolfsschlucht II dal 19 al 28 agosto 1944, quando assunse il comando del fronte occidentale, ma egli dovette evacuarla molto presto di fronte all’avanzata alleata. 
Soissons fu liberata il 29 agosto 1944. Apprendendo che Choltitz non aveva obedito al suo ordine di bruciare Parigi, Hitler chiese, il 26 agosto 1944, che tutte le V1 e V2 fossero lanciate su Parigi. Ma fu il generale Speidel, uno dei cospiratori encora in libertà dell'attentato a Hitler del 20 luglio 1944, che ricevette l'ordine alla Wolfsschlucht II e non lo trasmise al maresciallo Model, assente quel giorno.

### Dal 1944 al 1993
Dopo la guerra, il sito è stato utilizzato come campo per l'Esercito francese, poi ospitò un centro di comando NATO dal 1952 al 1966 Nel 1993, nel quadro del piano Armées 2000, l'Esercito francese abbandonò il campo: la proprietà del luogo fu restituita ai tre comuni nel 2009 dopo che tutti i tentativi di vendita erano falliti a causa dello stato del campo, lasciato libero al saccheggio e in rovina. 

### Dal 1993
Nel 2007, un'associazione di Laffaux, ASW2 (per « Associazione di salvaguardia della W2 »), fu creata per valorizzare la storia del luogo e vi organizzò delle visite guidate. 
Dal 2007, l'associazione « Aisne club 44 » (creata nel marzo 2003) partecipò ugualmente alla salvaguardia del sito dopo la riapertura delle strade con l'aiuto di macchine dei lavori pubblici e la creazione di parcheggi. Essa organizzò su richiesta la visita di molti edifici di cui era proprietaria dal 2015.
Dal 5 febbraio 2014, gli isolati sono iscritti a titolo di monumenti storici. Uno dei tre comuni ove si trova l'espropriazione della « W2 », Neuville-sur-Margival, s'è spossessata di molti lotti retrocedendoli a privati e a una delle associazioni che valorizzano l'antico campo.